# Partit Social Liberal (Moldàvia)
El Partit Social Liberal (romanès Partidul Social Liberal) fou un partit polític liberal de la República de Moldàvia, federalista europeu, és a dir, busca que tots els estats d'Europa s'uneixin en una federació. L'any 2001 el partit, Oleg Serebrian, va publicar un manifest amb la intenció de fundar un partit social liberal. Aquesta iniciativa va rebre suport de la Lliga Nacional de Dones Demòcrata Cristianes i per la Lliga Nacional de la Joventut de Moldàvia. L'any 2002 aquest moviment es fusiona amb el Partit de les Forces Democràtiques. Des del 2006 el partit és membre de la Internacional Liberal.
A les eleccions legislatives moldaves de 2005 es va presentar en coalició amb el Partit Aliança Moldàvia Nostra i amb el Partit Democràtic de Moldàvia i va obtenir 3 escons de 101. El febrer de 2008 es va fusionar amb el Partit Democràtic de Moldàvia.